# Agrypon primulum
Agrypon primulum là một loài tò vò trong họ Ichneumonidae.